# Afrikanischer Hip-Hop
Hip-Hop ist in Afrika aufgrund des starken Einflusses der USA bereits seit den frühen 1980er Jahren bekannt. Während frühe Produktionen noch stark US-beeinflusst waren, bildete sich schon früh in den verschiedenen Regionen Afrikas ein eigener Stil aus. Die Gruppen begannen einheimische Musiktraditionen aufzugreifen. Sie konnten dabei unter anderem auf die weit verbreitete Oral History in Afrika, den wichtigen Stellenwert gesprochener Sprache und auf Rezitationen im täglichen Umgang aufbauen. Im Vergleich zu den USA ist afrikanischer Hip-Hop meist wesentlich politischer und geht direkter auf soziale Probleme ein.

## Beschreibung
Besonders einflussreiche Stile sind Bongo Flava aus Tansania, Hiplife in Ghana und der senegalesische Senerap. In Dakar allein gibt es nach Schätzungen an die 2000 Hip-Hop-Crews. Auch der südafrikanische Kwaito gilt als von Hip-Hop beeinflusst.
Einzig das DJing ist kaum entwickelt, da das dazu nötige technische Equipment für die meisten Afrikaner wesentlich zu teuer ist. Direkte Verbindungen nach Europa und insbesondere zur französischen Szene sind wesentlich besser als in die USA.
Die erste bekannte Hip-Hop-Band war Black Noise aus Kapstadt, Südafrika, die als Graffiti- und Breakdance-Gruppe begann und um 1989 Musik machte. Früh international erfolgreich wurden die ebenfalls aus Südafrika stammenden Prophets Of Da City. Die südafrikanische Apartheidsregierung verbot Hip-Hop. Erst 1993 wurde die Musik legalisiert und durfte im Radio gespielt werden. Eine zeitgenössische, international bekannte Hip-Hop-Band ist Die Antwoord aus Kapstadt.

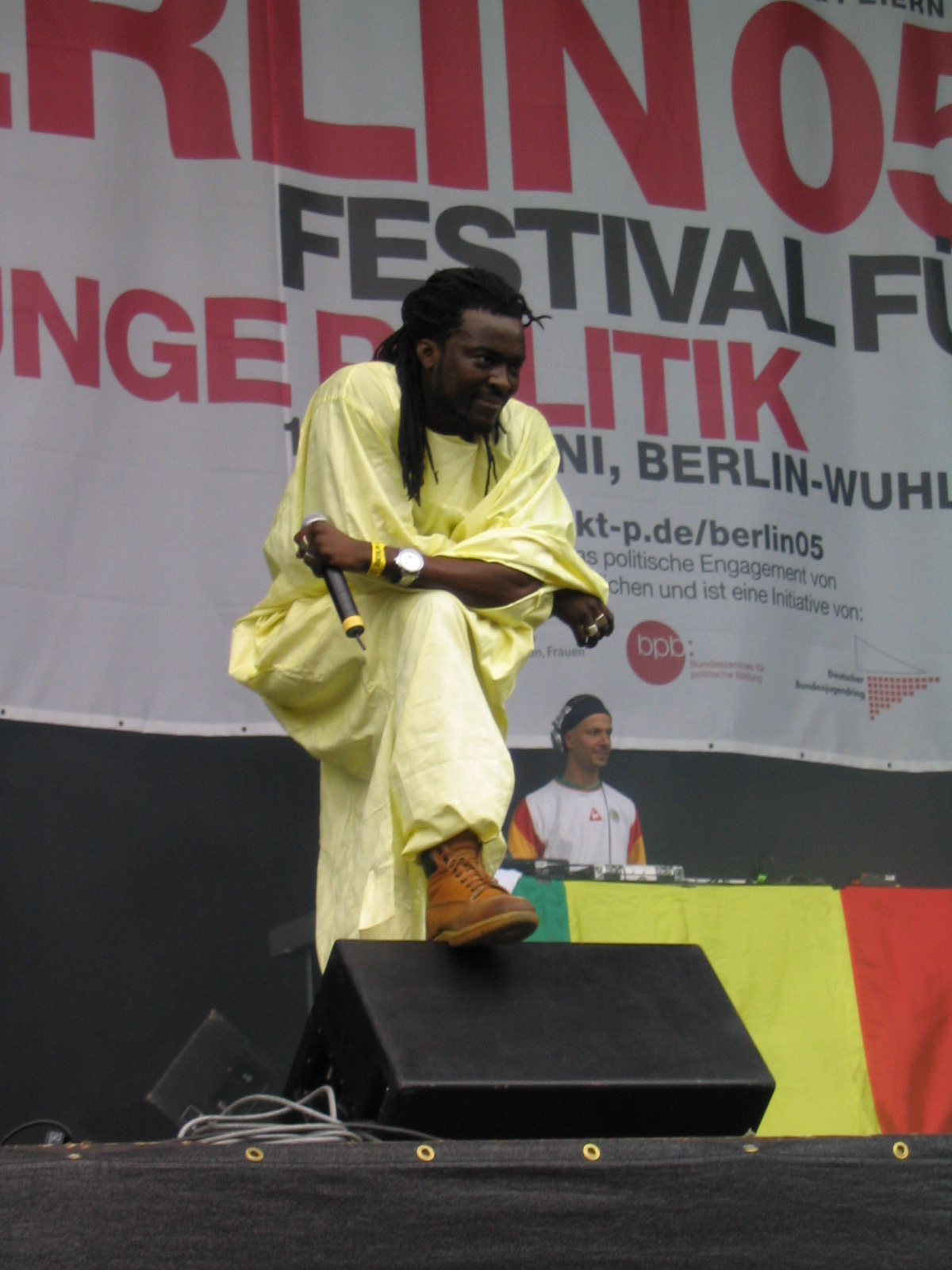
Daara J in Berlin

Um 1985 wurde Hip-Hop in Senegal bekannt, wo er vor allem durch MC Lida, MC Solaar und Positive Black Soul in französischer Sprache populär wurde. Sie vermischten den Hip-Hop mit der traditionellen Musik des Mbalax. Zu Beginn der 1990er verbreitete sich Hip-Hop dann über den gesamten afrikanischen Kontinent und regional entstanden sehr unterschiedliche Formen der Musik. Frühe Pioniere waren Reggie Rockstone aus Ghana, Tata Pound aus Mali oder Kalamashaka aus Kenia. Die sich seit den frühen 1990ern ausbreitenden privaten Radio- und Fernsehsender trugen maßgeblich zur Verbreitung des Hip-Hops bei. War es anfangs noch ein Phänomen der afrikanischen Großstadtjugend, breitete sich Hip-Hop bald über das Land aus. Dazu trug auch bei, dass die Bands begannen, afrikanische Musiktraditionen und Instrumente aufzugreifen und in ihre Tracks zu integrieren.
In den 1990ern wurde die notwendige technische Ausrüstung zumindest etwas erschwinglicher, so dass es für einzelne Musiker leichter war, sich selbst auszustatten. Das oft liberalere Klima in vielen Ländern Afrikas ermöglichte es eher, kritische Texte zu produzieren und öffentlich zu machen, als dies in der früheren afrikanischen Popmusik möglich war. Vor den Wahlen in Südafrika, Kenia oder Senegal waren Rapper einflussreiche Figuren im öffentlichen Diskurs.
Obwohl der Stil ursprünglich aus den USA stammt, hat insbesondere die französische Hip-Hop-Szene die Entwicklung und internationale Verbreitung der Musik gefördert. Ursprünglich aus Afrika stammende Künstler wie Manu Dibango und MC Solaar förderten afrikanische Rapper. Der französische Film La haine brachte afrikanischen Hip-Hop einem breiten Publikum nahe.

## Afrikanischer Hip-Hop nach Ländern

### Ägyptischer Hip-Hop
Ägyptischer Hip-Hop wird in Ägypten produziert und/oder in Ägyptisch-Arabisch oder/und Englisch aufgeführt. Die Hauptkünstler des ägyptischen Hip-Hop sind MTM. Ägyptischer Hip-Hop richtet sich an das tägliche Leben junger Ägypter, Zukunftsängste, Beziehungen mit Mädchen und Risiken der Drogenabhängigkeit. Eine zweite, eher im Untergrund gebliebene Hip-Hop-Band in Ägypten ist Y-Crew. Da sie in ihren Texten sich selbst treu geblieben sind, werden sie von den Erwachsenen dort wegen des Ungehorsams gehasst, aber von der Jugend als eine Initiative angesehen.

### Algerischer Hip-Hop
Algerischer Hip-Hop beinhaltet sowohl die ethnischen, in Frankreich lebenden Algerier (auch Teil des Französischen Hip-Hops), von denen eine Zahl berühmte Rapper wurden, als auch eine weniger bekannte algerische Szene. Das 1999 erschienene Compilation-Album Algerap half, einige Künstler in die internationale Hörerschaft einzuführen, so z. B. Intik und Double Kanon. Ebenfalls meist gut bekannt ist MBS.

### Angolanischer Hip-Hop
Die afrikanische Nation Angola hat eine pulsierende Hip-Hop-Szene mit beliebten Gruppen wie SSP, die die einflussreichste Hip-Hop-Gruppe im Land ist, und Army Squad, die außerhalb, in Kapstadt, Südafrika, gegründet wurde und begonnen hat, mit einigen südafrikanischen Hip-Hoppern zusammenzuarbeiten. Auch bekannt ist zum Beispiel Mutu Moxy.
Durch Acts wie die angolanisch-portugiesische Band Buraka Som Sistema wurde der ursprünglich in Angola entstandene Kuduro mit Hip-Hop-Elementen versetzt und so in Europa sowie Nordamerika bekannt. Auch M.I.A. bediente sich in einer Zusammenarbeit mit der Band dieses Stils.

### Botswanischer Hip-Hop
Botswana hatte nie eine große Popmusikindustrie, da der Großteil seiner Popmusik aus Südafrika oder noch weiter weg stammte. Ab 1999 begannen in Botswana Hip-Hop-Künstler, an Akzeptanz im Mainstream zu gewinnen; das Plattenlabel Phat Boy tat viel, um botswanischen Hip-Hop voranzutreiben. Bekannte Gruppen, Rapper und DJs aus Botswana sind Peter Mathambo, P-Side Crew, Slim, Draztik und DJ Sid.

### Ivorischer Hip-Hop
Hip-Hop ist ein bedeutender Teil der Popmusik der Elfenbeinküste und wurde mit vielen der landestypischen Stile vermischt, wie z. B. Zouglou. Ab ca. 1998 wurde der Hip-Hop ein Hauptbestandteil der ivorischen Musik. Einige Zeit später erwarb die Szene noch mehr Beliebtheit mit dem Aufstieg eines in der Öffentlichkeit sich befehdenden Duos zweier Bandleader: Stezo von Flotte Imperiale und Almighty von Ministère Authentik. Es gibt ebenfalls eine Art von Gangsta-Rap beeinflusstem Hip-Hop namens Rap Dogba. Andere bekannte Gruppen und MCs sind Baby Joe, Angelo & Les Dogbas, M.A.M., eine Kinder-Rapgruppe, MC Claver, Negromuffin, Parlement Supreme, eine der frühesten Gruppen im Land und R.A.S., eine Zouglou-Hip-Hop-Gruppe.

### Kapverdischer Hip-Hop
Kapverdischer Hip-Hop beinhaltet eine Szene unter den Immigranten in den Niederlanden, wo sie ein bedeutender Teil der niederländischen Hip-Hop-Szene sind. Diese sind The Real Vibe, Cabo Funk Alliance und E-Life. Bekannte Künstler von der Insel sind Black Side, die eine Fusion aus Hip-Hop und antillischer Zouk-Musik nutzen, sowie Lod Escur.

### Kongolesischer Hip-Hop
Die Hauptstadt der Demokratischen Republik Kongo, Kinshasa, war lange Zeit eine bedeutende Heimat für panafrikanische Stile der Pop-Musik wie Rumba, Soukous und Kwassa Kwassa, bevor Hip-Hop aufkam. Künstler der Rapszene in Kinshasa sind Profetzion (früher Holockaust, später Les Guérisseurs), Fatima CIA und der Rapper Passi.

### Tansanischer Hip-Hop
Die Hip-Hop-Szene Tansanias versucht, losgelöst von der Musikmetropole Dar es Salaam, in Mbeya ein Zentrum für den tansanischen Hip-Hop zu etablieren. In den Songs und Videos werden vorwiegend Themen des tansanischen Alltags (Korruption, HIV/Aids, Zukunftsperspektiven der Jugend) aufgegriffen und in Kiswahili zur Sprache gebracht. Was in den 1980er Jahren als Untergrundbewegung begann, etablierte sich spätestens in den 1990er Jahren zu einer wichtigen Strömung im Bongo Flava. Der tansanische Hip-Hop findet seinen Weg nach Deutschland teilweise über Jugendbegegnungen und internationale Workcamps.

### Ugandischer Hip-Hop
In Uganda entwickelten sich erste Anfänge einer Szene durch Studierende der Makerere-Universität in den frühen 1990er Jahren. Besonders die Bataka Squad entwickelte einen eigenen Stil, der die indigene Luganda-Sprache nutzt. Dieser Stil nennt sich entsprechend Lugaflow und ist bis heute in der Szene präsent. Weitere Vertreter in dieser Zeit waren Young Vibrations, MC Afrik, DJ Berry und Kaddo. Einer der wichtigsten Orte für ugandischen Hip-Hop in den 1990er Jahren war der Club Pulsations in Kampala.
Seit den 2000er Jahren bildeten sich verstärkt Gruppen wie Klear Kut, Milestone oder Chain Thought Reaction. 2002 wurde Klear Kut für die Kora All Africa Music Awards in den Kategorien „Most Promising African Group“ und „Entdeckung des Jahres“ nominiert. 2003 gründete sich die Uganda Hip-Hop Foundation, die das erste Ugandische Hip-Hop-Treffen inklusive Konzert in Kampala organisierte. Zu den Gründungsmitgliedern gehörten Geoffrey Ekongot, Saba Saba aka Krazy Native (Bataka Squad), Francis Agaba, Paul Mwandha und Xenson. Aufgrund des Erfolges wurde das Treffen in den folgenden vier Jahren erneut ausgerichtet.
2005 gründeten sich die Bavubuka All Starz, welche sich vor allem für soziale Belange einsetzen und mit ihren Projekten Missstände benennen. Kopf der Gruppe ist Silas aka Babaluku von der Bataka Squad. Ein weiteres soziales Projekt, das Breakdance Project Uganda, wurde 2006 von Abraham „Abramz“ Tekya in Kampala gegründet. Wöchentliche kostenlose Workshops bringen dabei Kinder und Jugendliche aus armen Verhältnissen und unterschiedlichen Religionen zusammen. Im Jahr 2010 drehte der australische Filmemacher Nabil Elderkin die Dokumentation Bouncing Cats über das Projekt. 2013 erhielt die ugandische Szene durch ein Projekt der Organisation Viva con Agua in Deutschland etwas Aufmerksamkeit. Die deutschen Rapper Marteria und Maeckes besuchten Uganda und nahmen dort mit Lady Slyke, Bris Jean, Abramz und Sylvester den Track Blue Uganda auf. Die Erlöse aus dem Verkauf des Tracks kommen dem Projekt Viva con Agua zugute, welches in Uganda Trinkwasserbrunnen baut.
Zu den vielversprechendsten Rappern in Uganda gehört derzeit Jocelyne Tracey Keko.